# Vitteaux
Vitteaux är en kommun i departementet Côte-d'Or i regionen Bourgogne-Franche-Comté i östra Frankrike. Kommunen ligger i kantonen Vitteaux som tillhör arrondissementet Montbard. År 2022 hade Vitteaux 1 056 invånare.

## Befolkningsutveckling
Antalet invånare i kommunen Vitteaux
Referens:INSEE

## Galleri

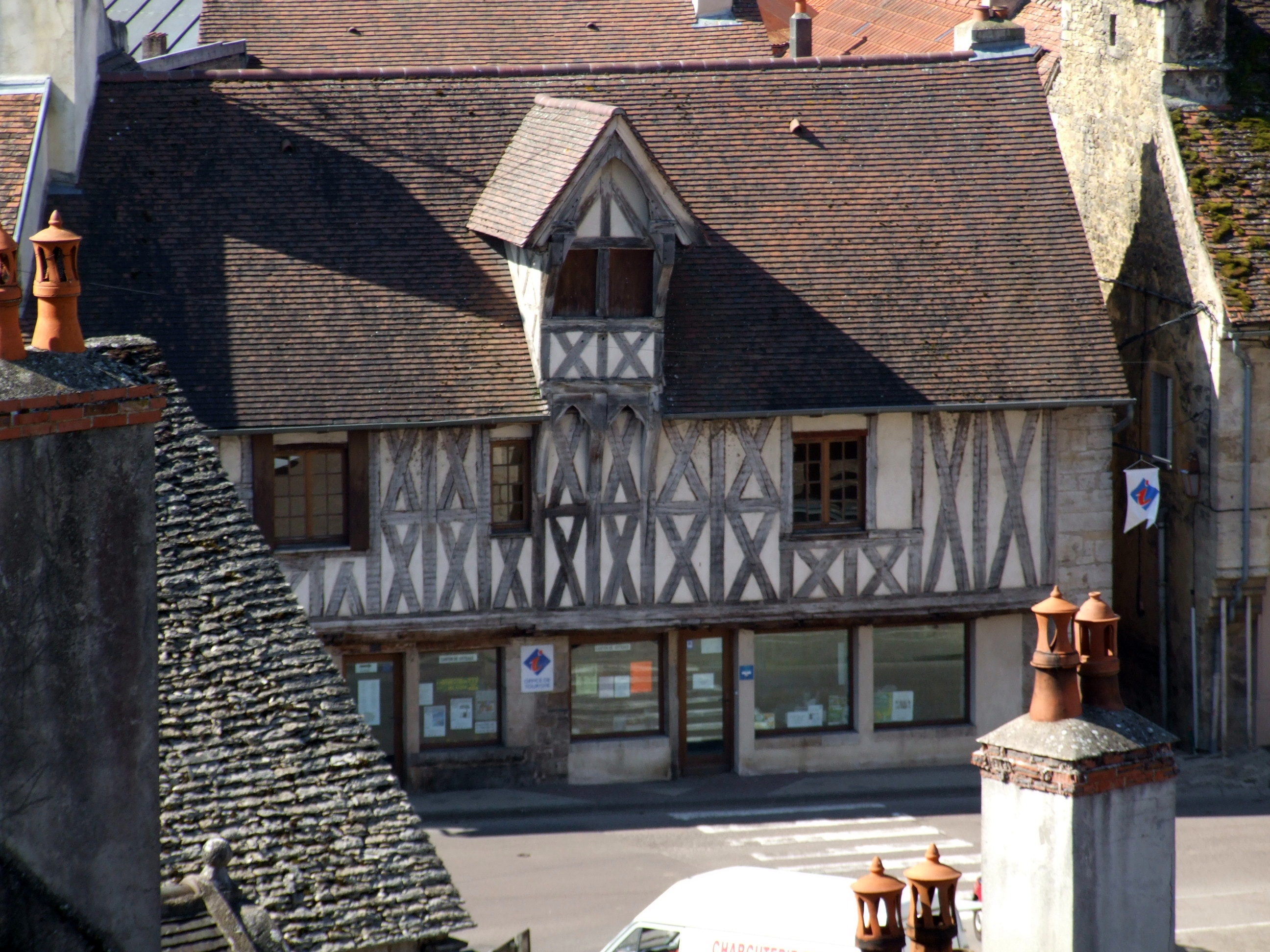
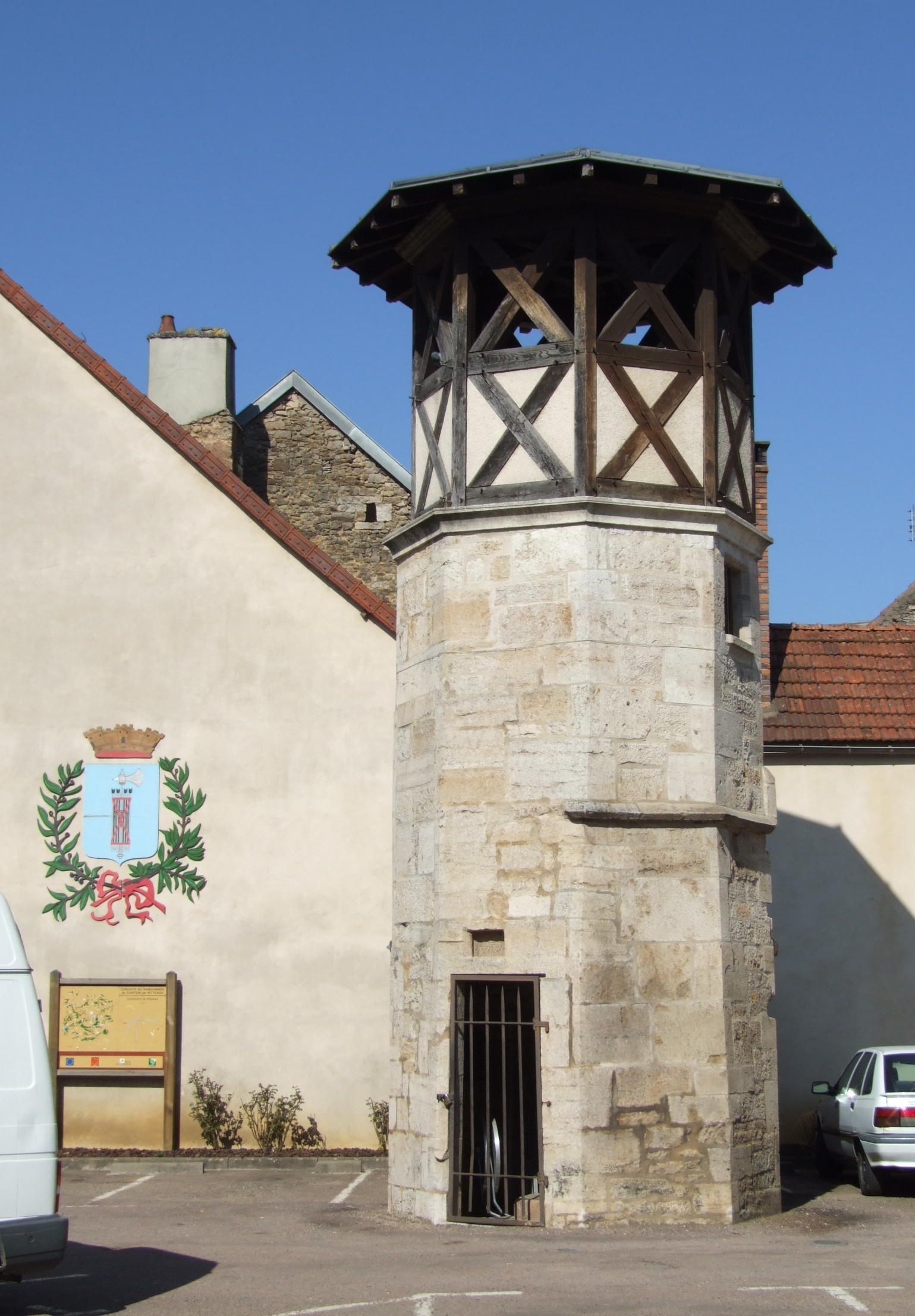
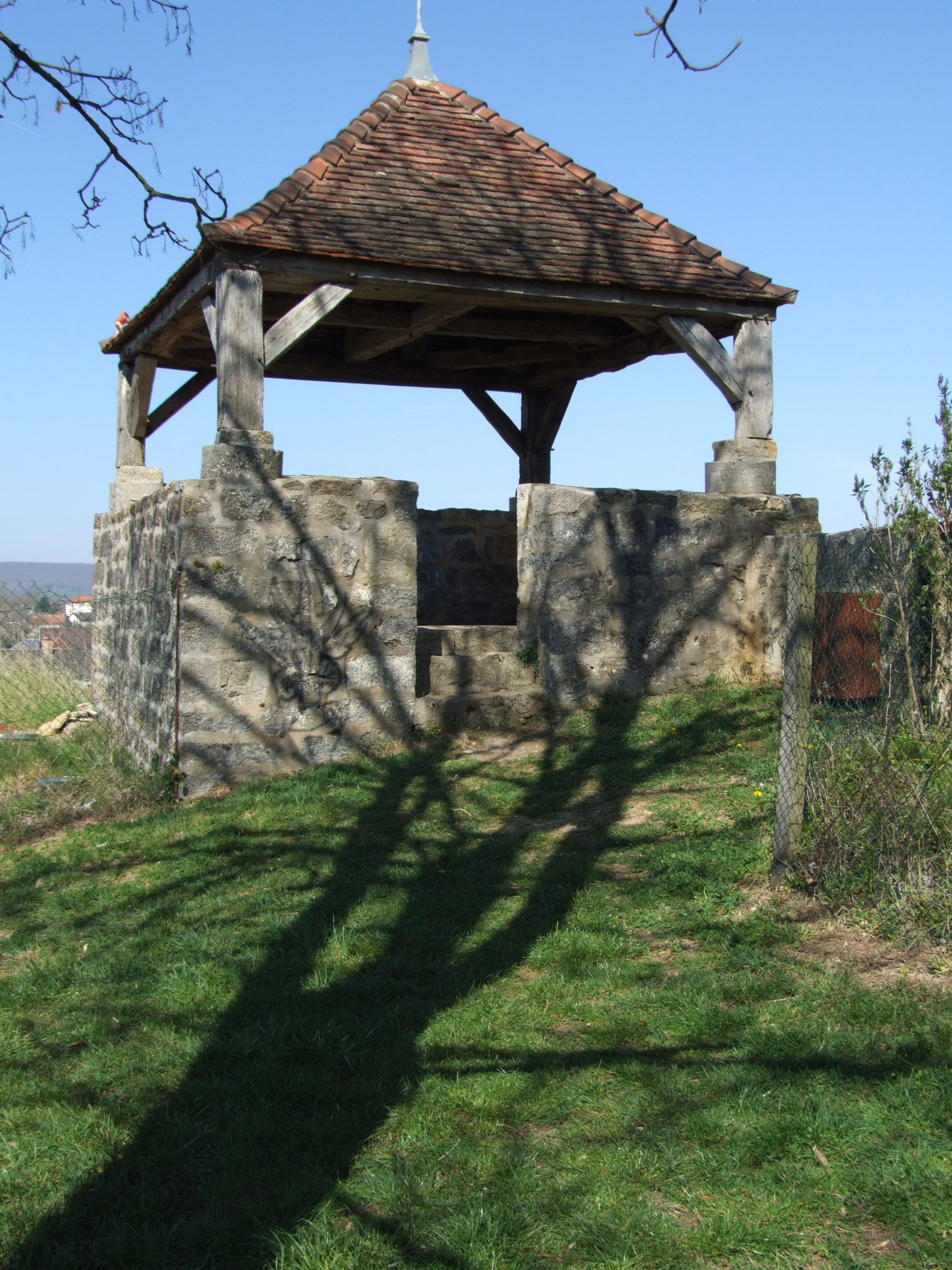
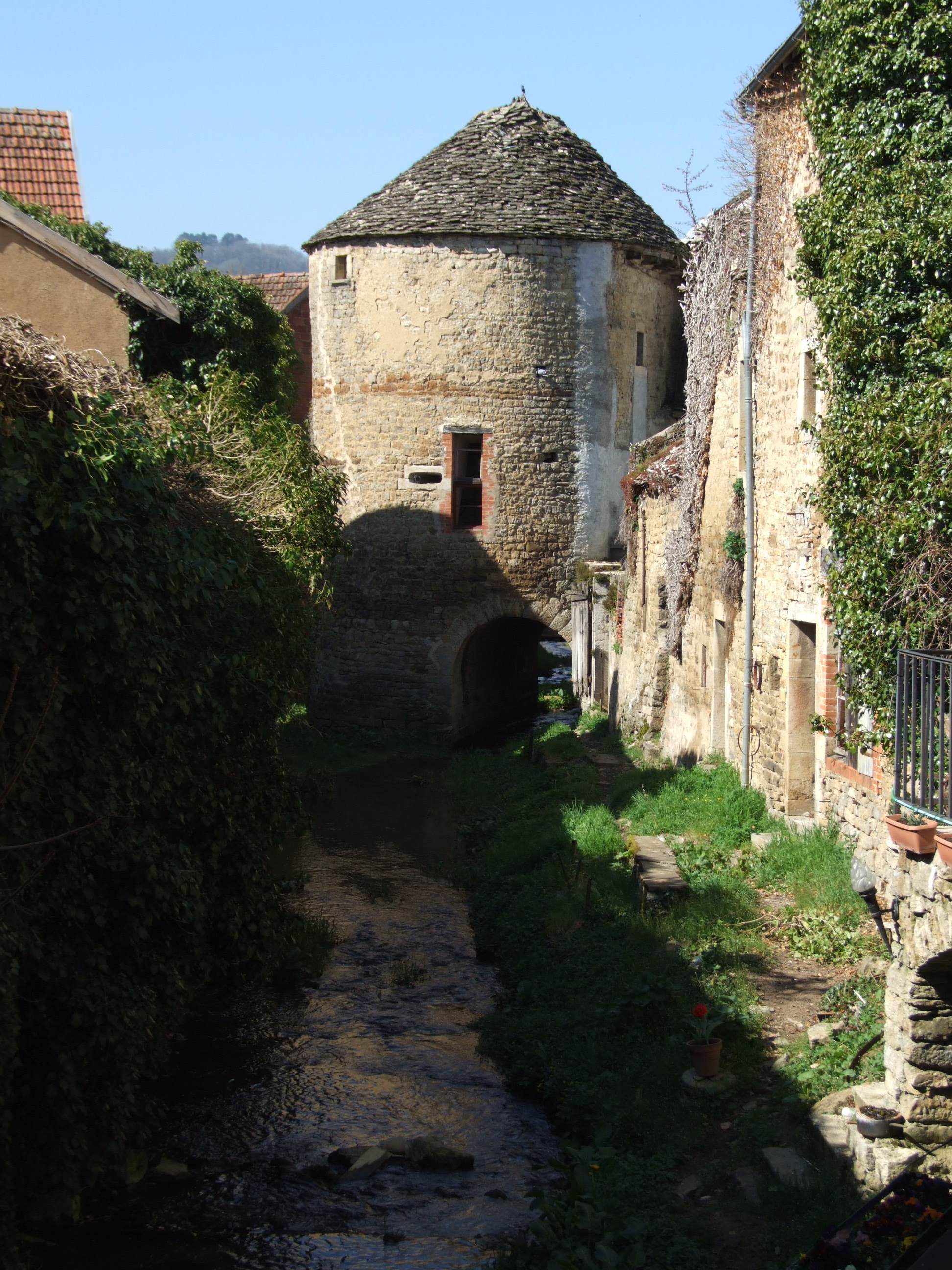